# Копривщица (булевард в Пловдив)
„Копривщица“ е основен булевард в Пловдив, който е граница между районите „Централен“ и „Западен“. Започва от „Коматевския възел“ на юг и стига до бул. „Марица“ на север, след който е предвидено продължение чрез изграждането на пети транспортен мост над река Марица, който да свърже булеварда с бул. „България“ и съответно с район „Северен“.
Специфичното при булевард „Копривщица“ е факта, че по цялото му продължение преминава ЖП-линията Пловдив-Филипово, която разделя пътната артерия на източна и западна част. Кръстовищата с перпендикулярните му булеварди „Пещерско шосе“, „Свобода“, „Шести септември“ се осъществяват чрез ЖП прелези, които изключително много затрудняват комуникационно-транспортната система на града. Предвиденото удвояване и повдигане на ЖП-линията е изклюичително скъпо съоръжение, което е непосилно за Община Пловдив и ще се търсят начини за неговото финансиране. Самото регулиране на движението по булеварда е много сложно, като в частта от „Коматевския възел“ до бул. „Пещерско шосе“, движението е еднопосочно във всяко платно, а от там на север е двупосочно. При ЖП-прелезите движещите се по „Копривщица“ са длъжни да спрат и в трите случая, което създава множество задръствания в пиковите часове. Към всичко това трябва да добавим и лошата настилка, която бива и асфалт и паваж, и кара много от шофиращите да избягват булеварда.
В годините преди 1990, пътната артерия е кръстена на деецът на БКП, Яко Доросиев, който е роден точно във възрожденския град Копривщица, чието име, случайно или не, носи булевардът в днешно време.

## Забележителности
Близо до булеварда се намират следните забележителности:
- Стадион Пловдив
- Гребната база